# 나의 왼발
《나의 왼발》(영어: My Left Foot: The Story Of Christy Brown)은 아일랜드에서 제작된 짐 셰리던 감독의 1989년 드라마 영화이다. 다니엘 데이 루이스 등이 주연으로 출연하였고 노엘 피어슨 등이 제작에 참여하였다.

## 출연

### 주연
- 다니엘 데이 루이스
- 레이 매커널리
- 브렌다 프리커

### 조연
- 피오나 쇼우
- 휴 오코너
- 아드리안 던버

## 기타
- Line PD: 아서 래핀